# Xã Blair, Quận Clay, Illinois
Xã Blair (tiếng Anh: Blair Township) là một xã thuộc quận Clay, tiểu bang Illinois, Hoa Kỳ. Năm 2010, dân số của xã này là 636 người.